# Letnie Mistrzostwa Szwecji w Skokach Narciarskich 2014
Letnie Mistrzostwa Szwecji w Skokach Narciarskich 2014 – zawody w skokach narciarskich, przeprowadzone 4 października 2014 w miejscowości Örnsköldsvik w celu wyłonienia indywidualnego i drużynowego mistrza Szwecji.
W konkursie indywidualnym, który odbył się na obiekcie normalnym, zwyciężył Carl Nordin, drugie miejsce zajął Christian Inngjerdingen, a trzeci był Josef Larsson. W tym samym dniu na tej samej skoczni rozegrano również konkurs drużynowy (w odróżnieniu od edycji z 2013 rozegrano osobny konkurs drużynowy, którego wyniki nie były jedynie zsumowaniem not z konkursu indywidualnego). Złoty medal w drużynie zdobył zespół IF Friska Viljor, w skład którego weszli: Jonas-Sloth Sandell i Carl Nordin. Na podium stanęły także zespoły Holmens IF (druga pozycja) i Sollefteå GIF (trzecia lokata).

## Medaliści
| Konkurs                        | Złoto                                                       | Srebro                                                     | Brąz                                                    |
| ------------------------------ | ----------------------------------------------------------- | ---------------------------------------------------------- | ------------------------------------------------------- |
| indywidualny skocznia normalna | Carl Nordin                                                 | Christian Inngjerdingen                                    | Josef Larsson                                           |
| drużynowy skocznia normalna    | IF Friska Viljor 1. Jonas-Sloth Sandell 2. Carl Nordin 3. – | Holmens IF 1. Simon Eklund 2. Christian Inngjerdingen 3. – | Sollefteå GIF 1. Markus Flemström 2. Josef Larsson 3. – |

## Wyniki

### Konkurs indywidualny
| Miejsce | Zawodnik                | Skok 1 | Skok 2 | Nota  |
| ------- | ----------------------- | ------ | ------ | ----- |
| 1.      | Carl Nordin             | 95,5   | 95,0   | 251,0 |
| 2.      | Christian Inngjerdingen | 94,0   | 92,0   | 238,0 |
| 3.      | Josef Larsson           | 95,5   | 93,0   | 237,0 |
| 4.      | Jonas-Sloth Sandell     | 91,5   | 91,0   | 232,5 |
| 5.      | Isak Grimholm           | 88,0   | 80,5   | 199,0 |
| 6.      | Simon Eklund            | 82,0   | 80,5   | 182,5 |
| 7.      | Marcus Flemström        | 75,0   | 76,0   | 161,0 |
| 8.      | Sebastian de Wall       | 73,5   | 70,0   | 140,5 |
| 9.      | Martin Gundersson       | 70,0   | 72,0   | 139,5 |
| 10.     | Erik Gundersson         | 71,0   | 66,0   | 121,0 |

### Konkurs drużynowy
| Miejsce | Drużyna                                                        | Nota  |
| ------- | -------------------------------------------------------------- | ----- |
| 1.      | IF Friska Viljor 1. Jonas-Sloth Sandell 2. Carl Nordin 3. –    | 468,0 |
| 2.      | Holmens IF 1. Simon Eklund 2. Christian Inngjerdingen 3. –     | 410,0 |
| 3.      | Sollefteå GIF 1 1. Markus Flemström 2. Josef Larsson 3. –      | 398,5 |
| 4.      | Sollefteå GIF 2 1. Sebastian de Wall 2. Martin Gundersson 3. – | 297,5 |